# Tésie à sourcils jaunes
Tesia cyaniventer
Espèce
Répartition géographique
Statut de conservation UICN

 LC  : Préoccupation mineure
La Tésie à sourcils jaunes (Tesia cyaniventer) est une espèce de passereaux de la famille des Cettiidae.
Son aire s'étend de l'Himalaya à travers le sud de la Chine et l'Indochine (notamment les chaînes des Cardamomes et Annamitique).